# Mezzocielo
I punti di mezzocielo sono le intersezioni dell'equatore celeste con il meridiano locale. Il punto che appartiene al meridiano superiore è detto mezzocielo superiore, quello che appartiene al meridiano inferiore è detto mezzocielo inferiore.
L'altezza del mezzocielo superiore è pari alla colatitudine geografica dell'osservatore. Ne discende che per un osservatore all'equatore il mezzocielo superiore coincide con lo Zenit e il mezzocielo inferiore con il Nadir; per un osservatore al polo geografico, invece, ambo i punti di mezzocielo giacciono sull'orizzonte e coincidono con i punti cardinali Nord e Sud.